# Stara Ves Ravenska
Stara Ves Ravenska falu Horvátországban Kapronca-Kőrös megyében. Közigazgatásilag Kőröshöz tartozik.

## Fekvése
Köröstől 7 km-re délnyugatra fekszik.

## Története
1857-ben 59, 1910-ben 128 lakosa volt. Trianonig Belovár-Kőrös vármegye Körösi járásához tartozott. 2001-ben 54 lakosa volt.

## Külső hivatkozások
Körös város hivatalos oldala